# Leptoconops fuscipennis
Leptoconops fuscipennis är en tvåvingeart som beskrevs av Clastrier, Rioux och Descous 1961. Leptoconops fuscipennis ingår i släktet Leptoconops och familjen svidknott.
Artens utbredningsområde är Tchad. Inga underarter finns listade i Catalogue of Life.